# Georg Rickhey

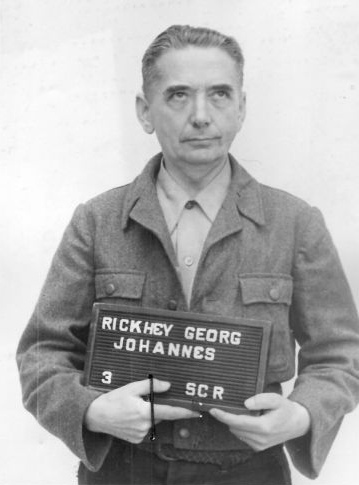
Haftbogenfoto von Georg Rickhey. Aufnahme vom Juni 1947.

Georg Johannes Rickhey (* 25. August 1898 in Hildesheim; † 21. November 1970 in Essen) war ein deutscher Ingenieur und Generaldirektor der Mittelwerk GmbH in Dora-Mittelbau.

## Biografie

### Bis 1939
Der promovierte Ingenieur Rickhey trat zum 1. Oktober 1931 der NSDAP bei (Mitgliedsnummer 664.050).

### Zweiter Weltkrieg
Ab 1940 leitete er das Gauamt Technik in Essen, wurde 1942 zum Oberbereichsleiter der Partei im Gau Essen befördert und war gleichzeitig Prokurist eines Essener Bergbaubetriebes. Ab Anfang 1942 war er im Reichsrüstungsministerium beschäftigt. Von dort wurde er im Verlauf des Jahres 1942 zur Demag AG, einem Maschinenbauunternehmen, das während des Zweiten Weltkrieges auch Panzer produzierte, versetzt und war dort als Manager im Vorstand tätig. Rickhey war auch Geschäftsführer der 1942 neu gegründeten Demag-Fahrzeug-Werke GmbH in Falkensee bei Berlin.
Ab April 1944 fungierte er als Generaldirektor der Mittelwerk GmbH in Dora-Mittelbau, wo unterirdisch die V1- und V2-Raketen produziert wurden. Gleichzeitig löste er Otto Förschner als Betriebsführer ab, der wiederum zum Abwehrbeauftragten berufen wurde. Gemeinsam mit Walter Dornberger und Wernher von Braun erhielt Rickhey das Ritterkreuz zum Kriegsverdienstkreuz aufgrund der Verdienste um die Produktion der Vergeltungswaffen. In einer mit Panoramafenster, Stilmöbeln und 5 Bädern, Zentralheizung und Kamin ausgestatteten, am Pfarrgarten in Ilfeld (heute Harztor) ehem. gelegenen, als „Stabsbaracke“ bezeichneten Luxuswohnung, die 50 × 12 m² groß war, gab er u. a. zu Silvester 1944 einen legendären Silvesterempfang.
Nach seiner Festnahme im Mai 1945 durch die US-Army wurde Rickhey im Rahmen der Operation Paperclip nach Wright Field, Ohio, verbracht. In einem Personalbogen zur Entnazifizierung behauptete Rickhey fälschlicherweise, erst 1935 in die NSDAP eingetreten zu sein und sich vor 1933 nicht politisch betätigt zu haben.

### Nach 1945
Aufgrund seiner Anklage im Dachauer Dora-Prozess, der im Rahmen der Dachauer Prozesse vom 7. August 1947 bis zum 30. Dezember 1947 stattfand, wurde Rickhey wieder nach Deutschland überstellt. Rickhey war mit 18 weiteren Beschuldigten aufgrund der Konzentrationslagerverbrechen in Dora-Mittelbau angeklagt. Ihm wurde vorgeworfen, für die katastrophalen Zustände im Lager mit verantwortlich zu sein, mit SS und Gestapo eng kooperiert und Hinrichtungen beigewohnt zu haben. Im Prozess belastete er Hans Kammler, der von seinem „Machtbefugnis jederzeit […] rücksichtslos Gebrauch gemacht“ habe.
Rickhey wurde mangels Beweisen freigesprochen. Sein Freispruch erfolgte im Wesentlichen aufgrund entlastender Aussagen durch Wernher von Braun und Arthur Rudolph. Allerdings sagte im Prozess der mitangeklagte Funktionshäftling Josef Kilian aus, dass Rickhey bei einer besonders brutal inszenierten Massenstrangulation von 30 Häftlingen am 21. März 1945 anwesend war. Im Prozess bestritt Rickhey dies. Rickhey war der einzige Ingenieur der „V-Waffen“-Produktion, der je vor Gericht gestellt wurde. Zudem gehörte er zu den Wissenschaftlern, die seitens der USA für eigene Zwecke rekrutiert werden sollten. Wenige Monate nach seinem Freispruch führte er seine Anklage auf „Anschwärzung und Falschaussagen von Kommunisten und russischen Agenten“ zurück. Rickhey kehrte nach Prozessende auf die Luftwaffenbasis Wright Field zurück. Über seinen weiteren Lebensweg ist nichts bekannt.